# Qiangken (sockenhuvudort i Kina, Heilongjiang Sheng, lat 45,89, long 130,66)
Qiangken (kinesiska: 抢垦, 抢垦乡) är en sockenhuvudort i Kina. Den ligger i provinsen Heilongjiang, i den nordöstra delen av landet, omkring 310 kilometer öster om provinshuvudstaden Harbin. Antalet invånare är 13 697. Befolkningen består av 6 620 kvinnor och 7 077 män. Barn under 15 år utgör 14,0 %, vuxna 15-64 år 77 %, och äldre över 65 år 8,0 %.
Runt Qiangken är det ganska tätbefolkat, med 72 invånare per kvadratkilometer. Närmaste större samhälle är Boli, 17,0 km söder om Qiangken. Trakten runt Qiangken består till största delen av jordbruksmark.
Genomsnittlig årsnederbörd är 809 millimeter. Den regnigaste månaden är juli, med i genomsnitt 159 mm nederbörd, och den torraste är januari, med 4 mm nederbörd.